# Japie Mulder
Jacobus Cornelius Mulder (provincia del Transvaal, 18 de octubre de 1969) es un exjugador sudafricano de rugby que se desempeñaba como centro.

## Carrera
Debutó en la primera de Blue Bulls en 1989 y jugó con ellos hasta 1995. Con la llegada del profesionalismo fue contratado por los Lions, una de las franquicias sudafricanas del Super Rugby, se unió a los Golden Lions y jugó con ambos hasta 2001.

### En el extranjero
En enero de 2002 saltó a Europa, ya con 32 años, al ser contratado por los Leeds Carnegie de la Premiership Rugby por dos temporadas. Sin embargo, sufrió una lesión en el cuello en febrero de 2003 y debió retirarse.

## Selección nacional
Fue convocado a los Springboks por primera vez en julio de 1994 para enfrentar a los All Blacks, tuvo regularidad en el equipo y disputó su último partido en junio de 2001 ante la Azzurri. En total jugó 34 partidos y marcó seis tries (30 puntos).

### Participaciones en Copas del Mundo
Solo disputó una Copa del Mundo: Sudáfrica 1995 donde se consagró campeón del Mundo.
| Mundial                       | Sede      | Resultado | PJ | Tries |
| ----------------------------- | --------- | --------- | -- | ----- |
| Copa Mundial de Rugby de 1995 | Sudáfrica | Campeón   | 4  | 0     |

## Palmarés
- Campeón de la Currie Cup de 1991 y 1999.